# Bruno Holzträger
Bruno Holzträger, nemško-romunski rokometaš, * 29. avgust 1916, † 15. november 1978.
Leta 1936 je na poletnih olimpijskih igrah v Berlinu v sestavi romunske rokometne reprezentance osvojil peto mesto.